# Ozodicera (Ozodicera) eliana
Ozodicera (Ozodicera) eliana is een tweevleugelige uit de familie langpootmuggen (Tipulidae). De soort komt voor in het Neotropisch gebied.